# Molophilus subannulipes
Molophilus subannulipes är en tvåvingeart som beskrevs av Alexander 1978. Molophilus subannulipes ingår i släktet Molophilus och familjen småharkrankar. Inga underarter finns listade i Catalogue of Life.